# Diana (religião)
Diana (Dhyāna) é um termo Sânscrito que se refere a um dos tipos ou aspectos da contemplação (meditação). É conceito chave no Hinduísmo e Budismo. Equivale aos termos jana, em Páli; "chán", em Chinês, "seon", em Coreano, e "zen", em Japonês.

## Diana no Budismo
No Cânone Páli, o Buda descreve os oito progressivos 'estados de absorção', ou 'Jana'. Os quatro primeiros estão conectados ao mundo físico, e os últimos quatro, apenas ao mundo mental (q.q.d. não há nenhuma experiência corporal nos quatro maiores Janas). Deve-se notar que estes estados não são a meta final ensinada pelo Buda, desde que todos ainda estão dentro do campo da mente e da matéria. A meta final Nirvana é um experiência além do cérebro e da matéria.
Na Ásia Ocidental, várias escolas de Budismo achavam que o foco era no diana, sob nomes Chan, Zen, e Seon. De acordo com a tradição, Bodidarma levou o Diana para o templo Shaolin na China, onde surgiu a transliteração "chan" ("seon" na Coreia, e então "zen" no Japão).
Janas são descritos pelos fatores mentais que a apresentam no estado:
1. Inicial Vitaca
2. Sustentada Vicara
3. Êxtase Piti
4. Felicidade Suca
5. Um-ponto Ecagata

Quando o praticante atinge a primeira vez o Jana, ele pode meditar sem ser perturbado por qualquer pensamento ou desejo, mas os pensamentos ainda estão aqui.
- Segundo Jana: Piti, Suca, Ecagata

Todos os processos mentais cessam. Existe apenas êxtase, felicidade, e objeto.
- Terceiro Jana: Suca, Ecagata

O êxtase desaparece.
- Quarto Jana: Upeca, Ecagata

Mesmo a felicidade desaparece, levando a um estado nem de prazer, nem de sofrimento. Buda descreve os Janas como  "os passos de tatagata".
Tradicionalmente, este quarto Jana é visto como o começo da aquisição de poderes psiônicos.
Estes quatro são rupajana, janas material, os quatro adicionais, chamdos de arupajana consistem em dois fatores Upeca e Ecagata.
Arupajanas são janas não materiais e são descritos por propósito mental:
- Quinto Jana: espaço infinito
- Sexto Jana: consciência infinita
- Setimo Jana: nada
- Oitavo Jana: nem a percepção nem a não-percepção

Janas são apresentados como partes da prática de Samatha, como se opondo a Vipassana. Mas Vipassana janas também é mencionada. Quando o despertamento ergue-se e ultrapassa as sensações físicas e se mantém durante os quatro primeiros Janas eles são chamados Vipassana Janas.

## Diana no Hinduísmo
De Acordo com o Iogassutra, diana é uma das oito práticas do Ioga. (Os outros sete são Iama, Niiama, Asana, Pranaiama, Pratiaara, Darana, e Samádi).
No Rajaioga de Patanjali, o estágio de meditação que precede o diana é chamado de darana. No Diana, o praticante é consciente do ato de contemplação e do objeto de meditação. Diana é diferente de Darana no fato de que o praticante torna-se o objeto da sua contemplação e é capaz de manter este estado por 144 inspirações e expirações.
O Diana no Ioga é especificamente descrito por Seri Críxena no capítulo 6 do famoso Bagavadeguitá, em que explica os diferentes tipos de Ioga ao seu discípulo, Arjuna.